# Swap d'inflation
Le swap d'inflation est un produit dérivé financier qui permet à un agent économique de payer une somme fixe à un autre en échange d'un paiement variable lié à une mesure de l'inflation.
Un swap d'inflation est un produit dérivé. Par ce contrat d'échange, un agent économique peut se protéger contre l'inflation en recevant de la part d'un autre agent économique des paiements qui sont indexés sur l'inflation, en échange de paiements à somme fixe décidés lors de la signature du contrat. Ainsi, si l'agent économique A paie à l'agent B un montant fixe chaque mois, l'agent B doit payer à A un montant décidé par avance auquel s'ajoute le montant de l'inflation. 
Le swap d'inflation permet aux agents économiques qui en contractent de bénéficier d'une protection contre l'inflation, étant donné qu'ils reçoivent, contre un paiement fixe, un paiement fixe auquel s'additionne l'inflation. Au lieu de voir la valeur de leur placement baisser du fait de l'augmentation du niveau des prix, il se maintient a minima au même niveau.
Le montant du paiement que chacun des agents qui sont parties au contrat peut être ou bien fixe, ou bien fluctuer. Dans ce dernier cas, le montant est déterminé sur la base d'un indicateur fluctuant, tel que l'Euribor ou le Libor.